# Gesellschaft für Kieler Stadtgeschichte
Die Gesellschaft für Kieler Stadtgeschichte ist eine am 10. Dezember 1875 gegründete stadtgeschichtliche Vereinigung in der Rechtsform eines eingetragenen Vereins mit dem Geschäftssitz in Kiel. 

## Zweck
Die Gesellschaft stellt sich gemäß Satzung die Aufgabe, die Forschung über die Kieler Stadtgeschichte zu fördern, das Bewusstsein der Bürger für die eigene Geschichte zu wecken und einen Beitrag zur kulturellen Vielfalt zu leisten. Zu diesem Zweck gibt die Gesellschaft die Hefte Mitteilungen der Gesellschaft für Kieler Stadtgeschichte sowie die Reihe Sonderveröffentlichungen der Gesellschaft für Kieler Stadtgeschichte heraus.
Seit ihrer Gründung hat sie insgesamt 175 Titel publiziert, u. a. sind es Quellenpublikationen, Monografien und Sammelbände. Zum 125-jährigen Jubiläum der Gesellschaft im Jahr 2000 erstellte Renate Dopheide zu den Veröffentlichungen eine indexierte Bibliographie, die Online-Recherchen möglich macht.
Das digitale Lexikon Kiel-Wiki zu Themen der Kieler Stadtgeschichte und Stadtentwicklung läuft in einer Zusammenarbeit mit der Gesellschaft für Kieler Stadtgeschichte.

## Organisation
Die Gesellschaft – sie gehört in Deutschland zu den größten stadtgeschichtlichen Vereinigungen – hat 1341 Vereinsmitglieder (Stand 31. Dezember 2021).
Der Vorstand besteht seit September 2024 aus dem Vorsitzenden Rolf Fischer, der Schriftführerin und stellvertretenden Vorsitzenden Annette Wiese-Krukowska, dem Schatzmeister Ernst-Wilhelm Münster sowie den Beisitzenden Susanne Kalweit und Uwe Nieber.

## Sonderveröffentlichungen (Auswahl)
- Wolfram Wette: Gustav Noske und die Revolution in Kiel 1918. (= Gesellschaft für Kieler Stadtgeschichte, Band 64). Boyens Verlag, Heide 2010, ISBN 978-3-8042-1322-7.
- Christian Ostersehlte: Schiffbau in Kiel. Kleine Werftengeschichte von den Anfängen bis zur Gegenwart.(= Gesellschaft für Kieler Stadtgeschichte, Band 74). Husum Verlag, Husum 2014, ISBN 978-3-89876-727-9.
- Wilhelm Knelangen, Birte Meinschien (Hrsg.): »Lieber Gayk! Lieber Freund!« Der Briefwechsel zwischen Andreas Gayk und Michael Freund von 1944 bis 1954. (= Gesellschaft für Kieler Stadtgeschichte, Band 78). Verlag Ludwig, Kiel 2015, ISBN 978-3-86935-269-5.
- Martin Rackwitz: Kiel 1918. Revolution – Aufbruch zu Demokratie und Republik. (= Gesellschaft für Kieler Stadtgeschichte, Band 87). Wachholtz – Murmann Publishers, Kiel / Hamburg 2018, ISBN 978-3-529-05174-6.
- Christoph Laucht (Hrsg.): Kiel – Coventry. Beginn einer Freundschaft. Provost Howards Besuch in Kiel 1947. (= Gesellschaft für Kieler Stadtgeschichte, Band 102). Aus dem Englischen übersetzt von Christoph Laucht. Zweisprachig in Deutsch und Englisch. Verlag Ludwig, Kiel 2025, ISBN 978-3-86935-485-9.